# Якимович, Алексей Александрович
Алексей Александрович Якимович (1857—1919) — российский артиллерист, генерал-лейтенант Русской императорской армии, один из составителей «Энциклопедического словаря Брокгауза и Ефрона».

## Биография
Алексей Якимович родился 15 января 1857 года; происходил из дворян Тульской губернии, имевших корни из Запорожского казачества; сын  генерала от инфантерии, начальника канцелярии Военного министерства и члена Военного совета Российской империи Александра Алексеевича Якимовича (1829—1903).
16 августа 1873 года последовал по стопам отца и поступил на воинскую службу государю в Русскую императорскую армию, а три года спустя получил офицерский чин. Окончил Павловское военное училище, Михайловское артиллерийское училище и Михайловскую артиллерийскую академию.
Принимал участие в русско-турецкой войне 1877-1878 гг.
С 24 августа 1881 по 4 июня 1886 года занимал должность младшего приемщика при Главном артиллерийском управлении.
В 1903 году А. А. Якимовичу было присвоено воинское звание генерал-майор.
С 4 июня 1886 года по 23 февраля 1893 года — делопроизводитель Артиллерийского комитета Главного артиллерийского управления, затем постоянный член Артиллерийского комитета (по 16.02.1909).
С 16 февраля 1909 года заведующий техническими артиллерийскими заведениями, одновременно: совещательный член Инженерного комитета Главного инженерного управления (с 1913 — Технический комитет Главного военно-технического управления) (с 7.12.1896), член Конференции Николаевской инженерной академии (с 23.01.1903).
6 декабря 1919 года А. А. Якимовичу было присвоено очередное воинское звание генерал-лейтенант.
Алексей Александрович Якимович умер вскоре после Октябрьского переворота; смута последовшая за ним пока не позволила точно определить место и время его кончины. Ряд источников называют дату 1919 год, однако её следует считать приблизительной из-за отсутствия более авторитетных документов.
Помимо этого, А. Якимович принимал активное участие в создании Энциклопедического словаря Брокгауза и Ефрона, где ему принадлежит множество статей касающихся артиллерии и военной науки в целом.

## Награды
- Орден Святого Станислава 1-й степени (1906),
- Орден Святой Анны 1-й степени (1912).